# Втора професионална футболна лига
Втора професионална футболна лига (накратко Втора лига, официално Mr. Bit Втора лига поради спонсорски договор) е втората дивизия в българският шампионат по футбол, организиран от Българския футболен съюз и Професионалната футболна лига.
Тя е продължител на традициите на второто ниво в родния футбол и наследява Първа професионална футболна лига (2001 – 2003), Втора професионална футболна група (2000 – 2001), Б републиканска футболна група, различните други Б футболни групи (1950 – 2000) и Б професионална футболна група (2000 – 2016). През сезон 2005/06 на мястото на Б ПФГ са създадени две Б футболни групи – Източна и Западна, а от сезон 2012/13 е върната системата с една Б футболна група, а от сезон 2016/17 групата е преформатирана и е дадено новото ѝ име – „Втора професионална футболна лига“. От сезон 2025/26 Втора лига официално се казва "Mr. Bit Втора лига", поради новообявеното спонсорство.

## История
Опити за формиране на лига във второто ниво на българския футбол са правени и преди 1948 г. В периода 1937 – 1940 г., когато в България е създадена Национална футболна дивизия, е имало опити за създаването на Северна и Южна дивизии.
Б РФГ, Втора група, Първа лига и Б ПФГ се приемат от футболната история и статистика като Б група – второто ниво в първенството на България от 1950 до 2016 г.

### Б републиканска футболна група
През 1950 г. стартира първото първенство на Б РФГ. Тя е съставена от 2 групи – Северна Б РФГ и Южна Б РФГ. В тях вземат участие по 10 клуба.
Северна Б РФГ: Торпедо (Русе), Динамо (Плевен), Динамо (Варна), Строител (Шумен), Бенковски (Видин), Локомотив (Горна Оряховица), Строител (Свищов), Динамо (Враца), Червено знаме (Павликени), Червено знаме (Силистра).
Южна Б РФГ: Спартак (София), Рилски спортист (Самоков), Локомотив (Стара Загора), Торпедо (Димитровград), Строител (Бургас), Динамо (Пазарджик), Динамо (Пловдив), Торпедо (Хасково), Динамо (Ямбол), Ботев (Благоевград).
Първите шампиони на Б РФГ са Торпедо (Русе) и Спартак (София).
През сезон 1951 групата е само една – Единна Б РФГ с 12 отбора. Интересен е регламентът за сезона. В А РФГ влизат директно първият най-добре класиран столичен отбор и двата най-добре класирани извънстолични отбора. Вторият най-добре класиран столичен отбор ще играе плейофи за влизане/оставане в А РФГ с втория най-слабо класирал се отбор от София в А РФГ. Това правило обаче не довежда до сътресения, тъй като столичните Ударник и Локомотив са първите два отбора в крайното класиране и Локомотив печели плейофите срещу Червено знаме (София) и влиза в А РФГ.
През следващия сезон 1952 Б РФГ е с 14 отбора, а от 1953 г. е взето решение да се създадат пет отделни групи – Софийска Б РФГ, Североизточна Б РФГ, Северозападна Б РФГ, Югоизточна Б РФГ и Югозападна Б РФГ. През сезон 1953 в А РФГ влизат директно първенците от 5-те Б РФГ, а през сезон 1954 се провежда квалификационен турнир в Пловдив, в който са определени за промоция трима от петимата първенци.
Сезон 1956 е най-голямото разширение на Б РФГ. Към досегашните 5 групи са добавени още две – Северна Б РФГ и Южна Б РФГ. Експериментът със седемте Б групи е само в този сезон. Принципът за определяне на отборите за промоция в А РФГ се запазва, но влизат само първите двама в квалификационния турнир, От следващия сезон 1957 от 7, Б групите остават само две – Северна и Южна, съставени от по 16 отбора.
С изключение на три сезона, периода 1959 – 1962 г., когато Б РФГ е една (единна) дивизия, форматът с две групи се запазва чак до 1984 г. Разбира се през тези години броят на отборите, които са съставяли двете Б групи е варирал в различни стойности – 16, 18, 20 или 22.
От сезон 1984/85 Б РФГ след почти 20 години отново е с формат на една група. До началото на 90-те години броят на отборите в Б група е „закотвен“ на 20. Само в първия сезон от този етап – 1984/85 бройката им е 22. В два сезона – 1993/94 и 1994/95 отново има две Б РФГ – Северна и Южна – по 16 отбора. До края на 90-те години Б група остава единна, първоначално от 18 отбора, а след това от 16.
Това, което прави впечатление в различните години от съществуването на Б РФГ е непрестанното експериментиране с броя на групите и отборите и търсенето на оптималния формат на второто ниво. Има различни мнения по въпроса дали да има една или две Б групи. Когато Б група е една (единна), качеството на футбола е по-високо и първенството е по-интересно в общия случай. При две групи, възможност за изява във второто ниво получават отбори от по-малки населени места, което спомага за повдигането на нивото на играта там и повишаване на интереса от страна на местната публика. И двата варианта имат своите предимства и недостатъци и няма едно мнение, кой от тях е по-удачният за България.

### Втора професионална футболна група
През 2000 г. ръководството на БФС предприема промяна в името на групата. В съзвучие с новосъздадената от А РФГ Висша лига и името на Б РФГ е променено на Втора професионална футболна група. Т.нар. Втора група е съставена от 18, вместо досегашните 16 отбора поради намаляването на състава на А група. За да се редуцират отборите отново до 16, изпадат последните шест в крайното класиране.

### Първа професионална футболна лига
Преди началото на сезон 2001/2002 Втора група е преименувана на Първа професионална футболна лига. Вместо с 16 отбора, първенството стартира с 13. Локомотив (Пловдив) и Беласица (Петрич) използват вратички в правилника и извършват фиктивни обединения с отбори от Висшата лига – съответно с Велбъжд (Кюстендил) и Хебър 1920 (Пазарджик), като фактически играят на тяхното място, което означава край на професионалния футбол в Кюстендил и Пазарджик. БФС решава да не попълва Първа лига с други отбори на тяхно място. Два дни преди началото на сезона Слънчев бряг (Несебър) се отказва по финансови причини и така в този странен първи сезон на ППФЛ играят и завършват 13 клуба. Следващият сезон 2002/2003 започват 16 отбора. Първите три влизат директно във Висшата лига, а 4-тият и 5-ият играят плейоф за влизане.

### Б професионална футболна група
Завръщане към традициите на Б РФГ е създаването на Б Професионална футболна група през 2003 г. Форматът е познатият преди 2000 г. – 16 отбора. Регламентът е същият – всеки срещу всеки в две срещи на разменено гостуване, без плейофи.
Преди сезон 2005/06 БФС решава да раздели Б група, тогава съставена от 16 отбора, на две по-малки групи от по 14 отбора. Всеки отбор играе по 13 мача като домакин и 13 като гост, като на края на сезона в А група влиза първенецът на всяка от двете Б групи, а двата отбора заели вторите места играят бараж помежду си, за да определят кой от тях ще спечели третото свободно място в елита. На 19 май 2008 е взето решение за увеличаване на участниците в двете групи от 14 на 16 отбора.
През сезон 2010/11 в двете Б групи (източна и западна) се състезават по 12 отбора като всеки отбор играе срещу всеки по 3 пъти, 2 от тях на разменено гостуване, а 1 според жребий.
От сезон 2012/13 Б група отново е една.

### Втора професионална футболна лига
На 7 юни 2016 г. името на първенството е променено на „Втора професионална футболна лига“ след одобрение на нови критерии за лицензиране на клубовете. Всеки един отбор играе с останалите по 2 пъти през сезона (веднъж като домакин и веднъж като гост) в 30 мача. Завършилите сезона на 2-ро и 3-то място играят бараж за влизане в Първа лига срещу 12-ият и 13-ият от елита на България. Срещата се провежда на неутрален терен.

## Отбори
За сезон 2025/2026:
- Беласица (Петрич)
- Дунав (Русе)
- Етър (Велико Търново)
- Черноморец (Бургас)
- Фратрия
- Хебър (Пазарджик)
- Крумовград
- Локомотив (Горна Оряховица)
- Лудогорец II
- Марек (Дупница)
- Миньор (Перник)
- ЦСКА II
- Пирин (Благоевград)
- Севлиево
- Спартак (Плевен)
- Спортист (Своге)
- Вихрен (Сандански)
- Янтра (Габрово)

## Шампиони
- 1950 – Северна: Торпедо (Русе) • Южна: Спартак (София)
- 1951 – Ударник (София)
- 1952 – ВВС (София)
- 1953 – Софийска: Завод 12 (София) • Североизточна: Спартак (Варна) • Северозападна: Торпедо (Плевен) • Югоизточна: Ударник (Стара Загора) • Югозападна: Червено знаме (Кюстендил)
- 1954 – Софийска: ВВС (София) • Североизточна: Спартак (Русе) • Северозападна: Червено знаме (Павликени) • Югоизточна: ДНА (Пловдив) • Югозападна: Червено знаме (Радомир)
- 1955 – Софийска: Спартак (София) • Североизточна: Септември (Добрич) • Северозападна: Червено знаме (Видин) • Югоизточна: Динамо (Пловдив) • Югозападна: Динамо (Ст. Димитров)
- 1956 – Софийска: Септември (София) • Североизточна: СКНА (Варна) • Северна: СКНА (Русе) • Северозападна: Локомотив (Лом) • Югоизточна: Ударник (Стара Загора) • Южна: Локомотив (Пловдив) • Югозападна: Червено знаме (Ст. Димитров)
- 1957 – Северна: Дунав (Русе) • Южна: Ботев (Стара Загора)
- 1958 – Северна: Спартак (София) • Южна: Марек (Дупница)
- 1959 – Северна: Спартак (София) • Южна: Септември (София)
- 1960 – Берое (Стара Загора)
- 1961 – Спартак (Плевен)
- 1962 – Спартак (София)
- 1963 – Северна: Локомотив (Горна Оряховица) • Южна: ген. Вл. Заимов (Сливен)
- 1964 – Северна: Ботев (Враца) • Южна: Академик (София)
- 1965 – Северна: Спартак (Варна) • Южна: Ботев (Бургас)
- 1966 – Северна: Добруджа (Добрич) • Южна: Миньор (Перник)
- 1967 – Северна: Спартак (Плевен) • Южна: Сливен
- 1968 – Северна: Дунав (Русе) • Южна: Марек (Дупница)
- 1969 – Северна: Етър (Велико Търново) • Южна: Марица (Пловдив)
- 1970 – Северна: Чардафон-Орловец (Габрово) • Южна: Лъсков (Ямбол)
- 1971 – Северна: ЖСК-Спартак (Варна) • Южна: Берое (Стара Загора)
- 1972 – Северна: Панайот Волов (Шумен) • Южна: Перник
- 1973 – Северна: Янтра (Габрово) • Южна: Пирин (Благоевград)
- 1974 – Северна: Дунав (Русе) • Южна: Сливен
- 1975 – Северна: ЖСК-Спартак (Варна) • Южна: Берое (Стара Загора)
- 1976 – Северна: Академик (Свищов) • Южна: Марек (Дупница)
- 1977 – Северна: Черно море (Варна) • Южна: Черноморец (Бургас)
- 1978 – Северна: Спартак (Плевен) • Южна: Хасково
- 1979 – Северна: Етър (Велико Търново) • Южна: Миньор (Перник)
- 1980 – Северна: Академик (София) • Южна: Беласица (Петрич)
- 1981 – Северна: Етър (Велико Търново) • Южна: Хасково
- 1982 – Северна: ЖСК-Спартак (Варна) • Южна: Пирин (Благоевград)
- 1983 – Северна: Панайот Волов (Шумен) • Южна: Берое (Стара Загора)
- 1984 – Северна: Спартак (Плевен) • Южна: Пирин (Благоевград)
- 1985 – Академик (Свищов)
- 1986 – Черноморец (Бургас)
- 1987 – Миньор (Перник)
- 1988 – Черно море (Варна)
- 1989 – Хебър (Пазарджик)
- 1990 – Янтра (Габрово)
- 1991 – Хебър (Пазарджик)
- 1992 – Хасково
- 1993 – Черно море (Варна)
- 1994 – Северна: ЛЕКС (Ловеч) • Южна: Нефтохимик (Бургас)
- 1995 – Северна: Спартак (Варна) • Южна: Левски (Кюстендил)
- 1996 – Марица (Пловдив)
- 1997 – Литекс (Ловеч)
- 1998 – Септември (София)
- 1999 – Черноморец (Бургас)
- 2000 – Черно море (Варна)
- 2001 – Спартак (Плевен)
- 2002 – Рилски спортист (Самоков)
- 2003 – Родопа (Смолян)
- 2004 – Берое (Стара Загора)
- 2005 – Вихрен (Сандански)
- 2006 – Източна: Спартак (Варна) • Западна: Рилски спортист (Самоков)
- 2007 – Източна: ПСФК Черноморец (Бургас) • Западна: ПФК Пирин (Благоевград)
- 2008 – Източна: Сливен • Западна: Локомотив (Мездра)
- 2009 – Източна: Берое (Стара Загора) • Западна: ПФК Монтана
- 2010 – Източна: Калиакра (Каварна) • Западна: Видима-Раковски (Севлиево)
- 2011 – Източна: Лудогорец (Разград) • Западна: Ботев (Враца)
- 2012 – Източна: Етър 1924 • Западна: Пирин (Гоце Делчев)
- 2013 – Нефтохимик (Бургас)
- 2014 – Марек (Дупница)
- 2015 – ПФК Монтана
- 2016 – Дунав (Русе)
- 2017 – Етър (Велико Търново)
- 2018 – Ботев (Враца)
- 2019 – Царско село (София)
- 2020 – ЦСКА 1948
- 2021 – Пирин (Благоевград)
- 2022 – Септември (София)
- 2023 – ЦСКА 1948 ІІ
- 2024 – Спартак (Варна)
- 2025 – Добруджа (Добрич)
- 2026 –

## Б група в цифри (1950 – 2007)

### Отбори
- Най-много пъти шампион на Б група: Берое (Стара Загора) – 9 пъти (1953, 1956, 1957, 1959/60, 1970/71, 1974/75, 1982/83, 2003/04, 2008/09)
- Най-много участия в Б група: Светкавица (Търговище) – 44 пъти
- Най-много вкарани голове за един сезон в Б група: Берое (Стара Загора) – 113 (в 38 срещи през сезон 1974/75)
- Най-малко вкарани голове за един сезон в Б група: Димитровград – без отбелязан гол и без спечелена точка (в 26 срещи през 1952, напуска първенството след 11 кръг и докрая губи служебно)
- Най-малко допуснати голове за един сезон в Б група: Спартак (София) – 5 (в 15 срещи през 1958)
- Най-много допуснати голове за един сезон в Б група: Локомотив (Левски) – 113 (в 42 срещи през сезон 1981/82)
- Най-много спечелени победи за един сезон в Б група: Хасково – 28 (в 42 срещи през сезон 1980/81)
- Най-малко спечелени победи за един сезон в Б група: Димитровград през 1952 в 26 срещи, Хеброс (Харманли) през 1953 в 22 срещи и Доростол (Силистра) през сезон 2000/01 в 31 срещи не са печелили победи.
- Най-много равенства за един сезон в Б група: Академик (София) – 16 (в 34 срещи през сезон 1963/64)
- Най-малко равенства за един сезон в Б група: Димитровград през 1952 в 26 срещи, Торпедо (София) през 1953 в 22 срещи, Арда (Кърджали) през 1953 в 22 срещи, Карнобат през 1956 в 22 срещи, Шумен през сезон 1969/70 в 34 срещи и Сливен през сезон 1970/71 в 34 срещи не са завършвали наравно.
- Най-малко допуснати загуби за един сезон в Б група: Септември (Плевен) през сезон 1948/49 (в 12 срещи от Междузоновата футболна дивизия), ВВС (София) през 1954 в 22 срещи, ДНА (Пловдив) през 1954 в 22 срещи, Спартак (София) през 1955 в 24 срещи и Нафтекс (Бургас) през сезон 2006/07 в 26 срещи не са допускали загуби.
- Най-много допуснати загуби за един сезон в Б група: Чумерна (Елена) – 32 (в 38 срещи през сезон 1991/92)

### Футболисти
- Най-много срещи в Б група: Пламен Линков – 541 срещи с Осъм, ЛЕКС и Литекс
- Най-много голове в Б група: Пламен Линков – 161 гола с Осъм, ЛЕКС и Литекс
- Най-много голове в един сезон на Б група: Петко Петков (Берое) – 53 гола (сезон 1974/75)

### Голмайстори
| Сезон   | Футболист                                                         | Голове |
| ------- | ----------------------------------------------------------------- | ------ |
| 1962/63 | Северна: Петър Харалампиев (Септември Сф)                         | 21     |
| 1962/63 | Южна: Иван Василев (Сливен)                                       | 23     |
| 1963/64 | Северна: Илия Драгомиров (Ботев Вр)                               | 27     |
| 1963/64 | Южна: Павел Владимиров (Миньор)                                   | 18     |
| 1964/65 | Северна: Михаил Гьонин (Сеп. слава)                               | 29     |
| 1964/65 | Южна: Борис Сергиев (Металург) Георги Йорданов (Миньор)           | 18     |
| 1965/66 | Северна: Демостен Яков (Локомотив Р)                              | 18     |
| 1965/66 | Южна: Борис Сергиев (Металург) Георги Йорданов (Миньор)           | 19     |
| 1966/67 | Северна: Димитър Стоянов (Миньор Вр)                              | 24     |
| 1966/67 | Южна: Васил Конов (Сливен)                                        | 18     |
| 1967/68 | Северна: Никола Йорданов (Дунав)                                  | 22     |
| 1967/68 | Южна: Сашо Паргов (Марек)                                         | 21     |
| 1968/69 | Северна: Кирил Тодоров (Бдин)                                     | 21     |
| 1968/69 | Южна: Евден Каменов (Горубсо)                                     | 21     |
| 1969/70 | Северна: Красен Маринов (Раковски Сев) Йордан Бонев (Академик Св) | 19     |
| 1969/70 | Южна: Христо Момчев (Лъсков)                                      | 19     |
| 1970/71 | Северна: Никола Димитров (Спартак Вн)                             | 18     |
| 1970/71 | Южна: Петко Петков (Берое)                                        | 30     |
| 1971/72 | Северна: Иван Петров (Доростол)                                   | 26     |
| 1971/72 | Южна: Христо Христов (Миньор) Венко Мендизов (Марица)             | 20     |
| 1972/73 | Северна: Красен Маринов (Янтра)                                   | 20     |
| 1972/73 | Южна: Сашо Паргов (Марек)                                         | 27     |
| 1973/74 | Северна: Никола Христов (Дунав) Стоян Илиев (Дунав)               | 16     |
| 1973/74 | Южна: Иван Притъргов (Черноморец)                                 | 23     |
| 1974/75 | Северна: Боян Гергов (Сеп. слава) Стефан Спасов (Чавдар Тр)       | 18     |
| 1974/75 | Южна: Петко Петков (Берое)                                        | 51     |
| 1975/76 | Северна: Тодор Петров (Ком)                                       | 23     |
| 1975/76 | Южна: Петко Ганчев (Арда)                                         | 24     |
| 1976/77 | Северна: Антон Николов (Волов)                                    | 18     |
| 1976/77 | Южна: Стоян Коцев (Балкан) Петко Ганчев (Арда)                    | 20     |
| 1977/78 | Северна: Красен Маринов (Янтра) Методи Методиев (Чавдар Тр)       | 21     |
| 1977/78 | Южна: Стоян Коцев (Балкан)                                        | 21     |
| 1978/79 | Северна: Иван Ненчев (Етър)                                       | 21     |
| 1978/79 | Южна: Илийчо Цеков (Балкан) Атанас Кушалиев (Несебър)             | 23     |
| 1979/80 | Северна: Димитър Стоянов (Луд. слава)                             | 28     |
| 1979/80 | Южна: Кънчо Христов (Миньор Бух)                                  | 31     |
| 1980/81 | Северна: Георги Тодоров (Шумен)                                   | 31     |
| 1980/81 | Южна: Едуард Ераносян (Локомотив Пд) Кънчо Христов (Миньор Бух)   | 27     |
| 1981/82 | Северна: Венцислав Филипов (Академик Св) Георги Тодоров (Шумен)   | 28     |
| 1981/82 | Южна: Георги Фиданов (Локомотив Пд)                               | 27     |
| 1982/83 | Северна: Венцислав Филипов (Академик Св)                          | 25     |
| 1982/83 | Южна: Едуард Ераносян (Локомотив Пд)                              | 18     |

| Сезон   | Футболист                                                           | Голове |
| ------- | ------------------------------------------------------------------- | ------ |
| 1984/85 | Веселин Михайлов (Сеп. слава)                                       | 28     |
| 1985/86 | Ивайло Стефанов (Доростол)                                          | 23     |
| 1986/87 | Илия Величков (Хасково) Верчо Митов (Миньор)                        | 26     |
| 1987/88 | Георги Тодоров (Шумен)                                              | 28     |
| 1988/89 | Владимир Стоянов (Черноморец Бс)                                    | 24     |
| 1989/90 | Станимир Стоилов (Хасково)                                          | 27     |
| 1990/91 | Стоян Димов (Чумерна)                                               | 25     |
| 1994/95 | Северна: Иво Георгиев (Корабостроител) Даниел Островски (Сторгозия) | 26     |
| 1994/95 | Южна: Стоимир Урошевич (Велбъжд)                                    | 18     |
| 1995/96 | Кирил Василев (Хасково)                                             | 22     |
| 1996/97 | Димчо Беляков (Литекс)                                              | 23     |
| 1997/98 | Кирил Василев (Хасково) Владимир Андонов (Хасково)                  | 18     |
| 1998/99 | Филип Теофоолу (Черно море/Кремиковци)                              | 22     |
| 1999/00 | Добрин Рагин (Искър-Хебър)                                          | 24     |
| 2000/01 | Тодор Колев (Спартак Пл)                                            | 45     |
| 2001/02 | Румен Шанкулов (Видима)                                             | 15     |
| 2002/03 | Евгени Йорданов (Мак. слава) Румен Истревски (Родопа)               | 18     |
| 2003/04 | Владислав Златинов (Пирин)                                          | 21     |
| 2004/05 | Илиян Мицански (Пирин 1922)                                         | 21     |
| 2005/06 | Западна: Мирослав Манолов (Конелиано)                               | 19     |
| 2005/06 | Източна: Георги Христов (Марица)                                    | 18     |
| 2006/07 | Западна: Борислав Дичев (Видима)                                    | 20     |
| 2006/07 | Източна: Мирослав Миндев (Сливен)                                   | 18     |
| 2007/08 | Западна: Атанас Николов (Локомотив Мз)                              | 18     |
| 2007/08 | Източна: Мирослав Миндев (Сливен)                                   | 24     |
| 2008/09 | Западна: Венцислав Иванов (Монтана)                                 | 19     |
| 2008/09 | Източна: Деян Христов (Нафтекс)                                     | 25     |
| 2009/10 | Западна: Ангел Русев (Видима) Владислав Златинов (Банско)           | 17     |
| 2009/10 | Източна: Борислав Иванов (Несебър)                                  | 20     |
| 2010/11 | Западна: Георги Калайджиев (Банско) Тихомир Кънев (Етър 1924)       | 11     |
| 2010/11 | Източна: Петър Атанасов (Брестник)                                  | 10     |
| 2011/12 | Западна: Владислав Мирчев (Бдин)                                    | 9      |
| 2011/12 | Източна: Николай Павлов (Любимец)                                   | 13     |
| 2012/13 | Благой Наков (Банско)                                               | 17     |
| 2013/14 | Атанас Чипилов (Банско)                                             | 13     |
| 2014/15 | Янаки Смирнов (Локомотив ГО)                                        | 22     |
| 2015/16 | Тихомир Кънев (Локомотив ГО)                                        | 14     |
| 2016/17 | Димитър Георгиев (Локомотив Сф)                                     | 18     |
| 2017/18 | Светослав Диков (Царско село)                                       | 25     |
| 2018/19 | Георги Минчев (Царско село)                                         | 30     |
| 2019/20 | Андон Гущеров (ЦСКА 1948)                                           | 26     |
| 2020/21 | Светослав Диков (Локомотив Сф)                                      | 23     |
| 2021/22 | Мариян Тонев (Марица (Пловдив)                                      | 19     |
| 2022/23 | Валентин Йосков (ЦСКА 1948 II)                                      | 15     |
| 2023/24 | Ахмед Ахмедов (Спартак (Варна)                                      | 21     |
| 2024/25 | Мартин Тошев (Спортист (Своге)                                      | 18     |
| 2025/26 | –                                                                   | –      |

## С най-много голове в Б група / Втора лига
Бележка: Данните са до 20 юли 2017
| №  | Име                            | Отбори                                                                                     | Голове |
| -- | ------------------------------ | ------------------------------------------------------------------------------------------ | ------ |
| 1  | Пламен Линков                  | Литекс (Ловеч)                                                                             | 161    |
| 2  | Боян Гергов                    | ФК Монтана                                                                                 | 158    |
| 3  | Венцислав Филипов              | Академик (Свищов), Литекс (Ловеч), Светкавица (Търговище)                                  | 154    |
| 4  | Красен Маринов                 | Академик (Свищов), Раковски (Севлиево), Янтра (Габрово)                                    | 153    |
| 5  | Георги Тодоров                 | Сливнишки герой (Сливница), Литекс (Ловеч), Шумен                                          | 143    |
| 6  | Иван Стефанов                  | Тунджа (Ямбол), Марица (Пловдив), Доростол (Силистра)                                      | 142    |
| 7  | Антон Николов                  | Шумен, Лудогорец (Разград)                                                                 | 137    |
| 8  | Костадин Латинов               | Миньор (Маджарово), Хасково                                                                | 133    |
| 9  | Васил Редовски                 | Балкан (Ботевград), Локомотив (Мездра)                                                     | 128    |
| 9  | Веселин Михайлов               | Монтана                                                                                    | 128    |
| 11 | Веско Ганчев                   | Янтра (Габрово), Трявна                                                                    | 125    |
| 12 | Петър Георгиев                 | Енергетик (Гълъбово), Арда (Кърджали), Марица-изток (Раднево)                              | 123    |
| 11 | Димитър Стоянов, Кирил Василев | Лудогорец (Разград), Хан Аспарух (Исперих) Хебър (Пазарджик), Велбъжд (Кюстендил), Хасково | 122    |
| 11 | Стефан Спасов                  | Хемус (Троян)                                                                              | 113    |
| 11 | Огнян Маринов                  | Бдин (Видин)                                                                               | 108    |
| 11 | Димо Вълев                     | Светкавица (Търговище)                                                                     | 103    |

## С най-много мачове в Б група / Втора лига
Бележка: Данните са до 20 юли 2017
| №  | Име              | Държава                                                              | Мачове |
| -- | ---------------- | -------------------------------------------------------------------- | ------ |
| 1  | Пламен Линков    | Литекс (Ловеч)                                                       | 541    |
| 2  | Борис Стоянов    | Светкавица (Търговище)                                               | 524    |
| 3  | Цветан Атанасов  | Родопа (Смолян), Хемус (Троян), Пирин (Гоце Делчев), Марек (Дупница) | 494    |
| 4  | Васил Редовски   | Балкан (Ботевград), Локомотив (Мездра)                               | 479    |
| 5  | Таньо Видков     | Арда (Кърджали), Чирпан                                              | 476    |
| 6  | Тошко Борисов    | Бдин (Видин), Ботев (Враца), Чавдар (Бяла Слатина)                   | 470    |
| 7  | Йордан Кирилов   | Бдин (Видин)                                                         | 468    |
| 8  | Тодор Мечев      | Вихрен (Сандански)                                                   | 452    |
| 9  | Никола Конанов   | Добруджа (Добрич)                                                    | 446    |
| 10 | Жори Григоров    | Сливен, Бдин (Видин)                                                 | 443    |
| 11 | Иван Георгиев    | Бдин (Видин)                                                         | 439    |
| 12 | Кадри Идризов    | Арда (Кърджали), Асеновец (Асеновград)                               | 436    |
| 13 | Станчо Динев     | Родопа (Смолян)                                                      | 436    |
| 14 | Георги Коларов   | Литекс (Ловеч)                                                       | 405    |
| 14 | Стоян Чешмеджиев | Черноломец (Попово), Шумен                                           | 405    |
| 16 | Красимир Тодоров | Академик (Свищов), Черноломец (Попово), Светкавица (Търговище)       | 400    |

### С най-много първи места
Бележка: Отборите в курсив вече не съществуват.
Данните са до 20 юли 2017
| Място | Отбор                 | Титли | Шампионат                                                           |
| ----- | --------------------- | ----- | ------------------------------------------------------------------- |
| 1     | Берое (Стара Загора)  | 9     | 1953, 1956, 1957, 1959/60, 1970/71, 1982/83, 2003/04, 2008/09       |
| 2     | Спартак (Варна)       | 8     | 1953, 1964/65, 1970/71, 1974/75, 1981/82, 1994/95, 2005/06, 2023/24 |
| 3     | Спартак (Плевен)      | 6     | 1948/49, 1960/61, 1966/67, 1977/78, 1983/84, 2000/01                |
| 4     | Спартак (София)       | 5     | 1950, 1955, 1958, 1958/59, 1961/62                                  |
| 4     | Черно море (Варна)    | 5     | 1956, 1976/77, 1987/88, 1992/93, 1999/2000                          |
| 4     | Черноморец (Бургас)   | 5     | 1964/65, 1976/77, 1985/86, 1998/99, 2006/07                         |
| 4     | Марек (Дупница)       | 5     | 1956, 1958, 1967/68, 1975/76, 2013/14                               |
| 4     | Дунав (Русе)          | 5     | 1950, 1957, 1967/68, 1973/74, 2015/16                               |
| 4     | Етър (Велико Търново) | 5     | 1968/69, 1978/79, 1980/81, 2011/12, 2016/17                         |
| 10    | Миньор (Перник)       | 4     | 1965/66, 1971/72, 1978/79, 1986/87                                  |
| 10    | Пирин (Благоевград)   | 4     | 1972/73, 1981/82, 1983/84, 2006/07                                  |
| 10    | Сливен                | 4     | 1962/63, 1966/67, 1973/74, 2007/08                                  |
| 13    | Янтра (Габрово)       | 3     | 1969/70, 1972/73, 1989/90                                           |
| 13    | Хасково               | 3     | 1977/78, 1980/81, 1991/92                                           |
| 13    | Септември (София)     | 3     | 1956, 1958/59, 1997/98                                              |

## Вечна ранглиста на Б футболна група / Втора лига
- Отборите с удебелен шрифт са настоящи участници през сезон 2017/18.

Бележка: Данните са до 20 юли 2017
| М  | Отбор                       | Н | С  | М    | П   | Р   | З   | Г.Р.      | Т    |
| -- | --------------------------- | - | -- | ---- | --- | --- | --- | --------- | ---- |
| 1  | Добруджа (Добрич)           | 3 | 48 | 1519 | 630 | 332 | 557 | 1990:1757 | 2222 |
| 2  | Светкавица (Търговище)      | 3 | 50 | 1609 | 628 | 319 | 662 | 2023:2125 | 2203 |
| 3  | Шумен                       |   | 47 | 1468 | 618 | 293 | 557 | 2021:1784 | 2147 |
| 4  | Хасково                     | 4 | 43 | 1401 | 597 | 257 | 547 | 1952:1793 | 2048 |
| 6  | Академик (Свищов)           | 3 | 41 | 1323 | 568 | 260 | 495 | 1820:1543 | 1964 |
| 7  | Бдин (Видин)                | 3 | 42 | 1365 | 550 | 298 | 517 | 1773:1645 | 1948 |
| 5  | Монтана                     | 2 | 43 | 1397 | 583 | 268 | 536 | 1877:1768 | 2027 |
| 8  | Янтра (Габрово)             | 3 | 50 | 1291 | 535 | 283 | 473 | 1709:1622 | 1888 |
| 9  | Локомотив (Горна Оряховица) | 2 | 39 | 1250 | 512 | 271 | 487 | 1678:1485 | 1807 |
| 10 | Литекс (Ловеч)              | 2 | 33 | 1176 | 489 | 243 | 444 | 1529:1498 | 1710 |
| 11 | Дунав (Русе)                | 1 | 32 | 1022 | 453 | 242 | 327 | 1450:1110 | 1601 |
| 12 | Етър (Велико Търново)       | 1 | 34 | 1021 | 438 | 252 | 331 | 1463:1176 | 1566 |
| 13 | Хебър (Пазарджик)           | 3 | 34 | 1121 | 438 | 251 | 432 | 1467:1434 | 1565 |
| 14 | Пирин (Благоевград)         | 1 | 33 | 974  | 439 | 221 | 314 | 1456:1155 | 1538 |
| 15 | Марица (Пловдив)            | 2 | 32 | 1006 | 415 | 218 | 373 | 1339:1190 | 1463 |
| 16 | Арда (Кърджали)             | 3 | 33 | 1007 | 396 | 240 | 471 | 1361:1502 | 1428 |
| 17 | Спартак (Плевен)            | 3 | 29 | 882  | 417 | 165 | 300 | 1373:1051 | 1416 |
| 18 | Велбъжд (Кюстендил)         | 4 | 30 | 984  | 390 | 208 | 386 | 1294:1246 | 1378 |
| 19 | Доростол (Силистра)         | 3 | 34 | 1081 | 360 | 234 | 487 | 1234:1515 | 1314 |
| 20 | Димитровград                | 3 | 27 | 958  | 362 | 227 | 369 | 1172:1194 | 1313 |
| 21 | Спартак (Варна)             | 3 | 22 | 734  | 376 | 153 | 205 | 1191:702  | 1281 |
| 22 | Нефтохимик (Бургас)         | 2 | 26 | 885  | 349 | 200 | 336 | 1127:1094 | 1247 |
| 23 | Миньор (Перник)             | 3 | 23 | 742  | 353 | 168 | 221 | 1162:828  | 1227 |
| 24 | Чирпан                      | 4 | 28 | 915  | 332 | 194 | 389 | 1003:1133 | 1190 |
| 25 | Септември (София)           | 1 | 24 | 707  | 335 | 167 | 205 | 1155:765  | 1172 |
| 26 | Марек (Дупница)             | 3 | 25 | 735  | 337 | 148 | 250 | 1072:842  | 1159 |
| 27 | Черноморец (Бургас)         | 4 | 25 | 753  | 333 | 158 | 262 | 1140:896  | 1157 |
| 28 | Академик (София)            | 4 | 25 | 756  | 315 | 194 | 247 | 1048:886  | 1139 |
| 29 | Ямбол                       | 3 | 24 | 828  | 322 | 171 | 335 | 996:1048  | 1137 |
| 30 | Павликени (Павликени)       | 3 | 25 | 803  | 315 | 162 | 326 | 1029:1096 | 1107 |
| 31 | Беласица (Петрич)           | 3 | 24 | 774  | 321 | 143 | 310 | 1051:1019 | 1106 |
| 32 | Розова долина (Казанлък)    | 3 | 22 | 798  | 317 | 145 | 336 | 974:1017  | 1096 |
| 33 | Рилски спортист (Самоков)   | 3 | 26 | 747  | 305 | 155 | 287 | 974:1069  | 1070 |
| 34 | Ботев (Враца)               | 2 | 27 | 766  | 303 | 157 | 306 | 1022:1000 | 1066 |
| 35 | Несебър                     | 2 | 22 | 757  | 297 | 161 | 299 | 951:995   | 1052 |
| 36 | Лудогорец (Разград)         | 1 | 23 | 797  | 296 | 153 | 348 | 1025:1202 | 1041 |
| 37 | Сливен                      |   | 24 | 681  | 289 | 157 | 235 | 934:797   | 1024 |
| 38 | Родопа (Смолян)             | 4 | 21 | 735  | 280 | 153 | 302 | 847:905   | 993  |
| 39 | Вихрен (Сандански)          | 3 | 19 | 656  | 285 | 112 | 259 | 819:761   | 967  |
| 40 | Локомотив (Мездра)          | 4 | 22 | 744  | 259 | 146 | 339 | 891:1114  | 923  |
| 41 | Локомотив (Русе)            |   | 23 | 707  | 250 | 154 | 303 | 846:933   | 904  |
| 42 | Черно море (Варна)          | 1 | 15 | 498  | 258 | 92  | 148 | 758:512   | 866  |
| 43 | Асеновец (Асеновград)       | 3 | 18 | 620  | 220 | 146 | 254 | 728:767   | 806  |
| 44 | Видима-Раковски (Севлиево)  |   | 17 | 555  | 223 | 121 | 211 | 713:728   | 790  |
| 45 | Балкан (Ботевград)          | 3 | 17 | 606  | 217 | 137 | 252 | 742:845   | 788  |
| 46 | Сливнишки герой (Сливница)  | 3 | 17 | 581  | 225 | 107 | 249 | 733:777   | 782  |
| 47 | Горубсо (Мадан)             |   | 15 | 538  | 203 | 124 | 211 | 651:701   | 733  |
| 48 | Берое (Стара Загора)        | 1 | 14 | 381  | 214 | 88  | 79  | 714:358   | 730  |
| 49 | Спартак (Пловдив)           |   | 16 | 490  | 208 | 99  | 183 | 627:565   | 723  |
| 50 | Локомотив (Пловдив)         | 1 | 12 | 379  | 202 | 72  | 105 | 657:394   | 678  |
| 51 | Белослав                    | 4 | 15 | 540  | 186 | 118 | 236 | 578:763   | 676  |
| 52 | Чавдар (Бяла Слатина)       |   | 18 | 536  | 174 | 118 | 244 | 581:747   | 640  |
| 53 | Чавдар (Троян)              |   | 13 | 486  | 183 | 88  | 215 | 647:676   | 637  |
| 54 | Пирин (Гоце Делчев)         | 3 | 15 | 431  | 167 | 74  | 190 | 527:580   | 575  |
| 55 | Металург (Перник)           | 4 | 13 | 450  | 162 | 82  | 206 | 575:661   | 568  |
| 56 | Трявна                      | 3 | 13 | 425  | 151 | 96  | 178 | 512:594   | 549  |
| 57 | Левски (Карлово)            |   | 11 | 304  | 123 | 62  | 119 | 438:533   | 492  |
| 58 | Чепинец (Велинград)         | 4 | 11 | 376  | 120 | 81  | 175 | 418:531   | 441  |
| 59 | Локомотив (Стара Загора)    |   | 14 | 375  | 122 | 70  | 183 | 442:607   | 436  |
| 60 | Поморие                     | 2 | 12 | 291  | 111 | 72  | 108 | 353:355   | 405  |
| 61 | Калиакра (Каварна)          | 3 | 10 | 304  | 123 | 62  | 119 | 372:363   | 403  |
| 62 | Мария Луиза (Лом)           |   | 10 | 322  | 108 | 63  | 151 | 392:526   | 387  |
| 63 | Банско                      | 3 | 8  | 229  | 98  | 58  | 73  | 322:242   | 352  |
| 64 | Черноломец (Попово)         |   | 11 | 314  | 93  | 73  | 148 | 328:488   | 352  |
| 65 | Струмска слава (Радомир)    | 2 | 10 | 243  | 93  | 55  | 95  | 318:331   | 334  |
| 66 | Ботев (Гълъбово)            | 2 | 5  | 150  | 49  | 35  | 66  | 150:216   | 182  |
| 67 | Созопол                     | 2 | 3  | 90   | 39  | 28  | 23  | 121:78    | 145  |
| 68 | Черноморец (Балчик)         | 2 | 4  | 108  | 38  | 25  | 45  | 115:134   | 139  |
| 69 | Локомотив (София)           | 2 | 2  | 52   | 27  | 13  | 12  | 93:54     | 94   |
| 70 | Лудогорец II (Разград)      | 2 | 2  | 60   | 25  | 10  | 25  | 80:74     | 85   |
| 71 | Оборище (Панагюрище)        | 2 | 2  | 60   | 21  | 13  | 26  | 59:72     | 76   |
| 72 | Царско село (София)         | 2 | 1  | 30   | 14  | 6   | 10  | 54:39     | 48   |

Легенда:
- М – място в ранглистата;
- Отбор – име на отбора;
- Н – настоящето ниво на футболната ни пирамида, на което се намира отборът към началото на сезон 2015/16 (1 = А ФГ; 2 = Б ФГ; 3 = В АФГ; 4 = A ОФГ; Д = отборът поддържа само юношеска школа; + = отборът не съществува);
- С – брой изиграни сезони в елитната група от 1948 г. насам;
- М – общо изиграни мачове през този период;
- П – общо победи през този период;
- Р – общо равни срещи през този период;
- З – общо загуби през този период;
- Г.Р. – общо вкарани и общо получени голове през този период (включително голове от присъдени служебни победи и загуби);
- Т – общо спечелени точки – За да бъдат поставени отборите в равни условия, за победа се дават 3 точки, а за равен – една, въпреки че регламентът на провеждане на шампионатите е бил различен – за победа сега се дават 3 точки, а преди години за нулеви ремита не се даваха точки (1983 – 1987). Наказанията с отнемане на точки също не са взети под внимание.
- В подреждането са включени отборите до 64 място, както и сегашните участници във Втора лига.